# Ensenada (község)
Ensenada község Mexikó Alsó-Kalifornia államában, az egész ország legnagyobb területű községe. 2010-ben lakossága kb. 467 000 fő volt, ebből mintegy 280 000-en laktak a községközpontban, Ensenadában, a többi 187 000 lakos a község területén található 1708 kisebb településen élt.

## Fekvése
Mexikó legnagyobb területű községe csaknem teljes Alsó-Kalifornia állam területét elfoglalja, csak az állam északi részén találhatók más, kisebb községek. A Kaliforniai-félsziget északi részét lefedő község nyugaton a Csendes-óceánnal, keleten a Kaliforniai-öböllel határos, közepén hegyláncok húzódnak végig (széles parti síkságok nem jellemzőek), melyek magassága jórészt 2000 m alatt marad, de a község középső részétől kissé északra 2200 m fölé is emelkedik. Ensenada északkeleti csücskébe az Altar-sivatag, déli részébe pedig a Vizcaíno-sivatag lóg bele. Mivel a csapadék mennyisége igen kevés (legfeljebb 100–400 mm), csak egyetlen állandó vízfolyása van, a Río Maneadero, időszakos vízfolyásai közül fontosabbak a San Fernando, az Arroyo Guadalupe, az Arroyo La Bocana, az Arroyo Santo Domingo, az Arroyo Huatamote, az Arroyo Calamajué, az Arroyo San Andrés, az Arroyo La Palma, az Arroyo San Vicente, az Arroyo El Tule, az Arroyo San Rafael, az Arroyo Agua Escondida, az Arroyo El Rosario, az Arroyo Grande, az Arroyo Codornices, az Arroyo Santo Tomas, az Arroyo Yubay és a San Luis. A község területének mindössze 4%-át hasznosítja a mezőgazdaság, a lakott területek és erdők is csak néhány százalékot tesznek ki, 90%-ot viszont félsivatagos-bozótos vidékek borítanak.

## Élővilág
Ensenada partvidékein, a homokos-sós talajon sótűrő növények telepedtek meg, az úgynevezett partvidéki matorral és chaparral növénytársulásokban pedig különböző mediterrán bozótok jellemzőek. Előbbi a partok közelében, legfeljebb 500 méteres magasságig terjedt el (de néhol akár 30 km-re is benyúlhat a szárazföld belsejébe), utóbbi főként 1200–2500 méteres magasságokban jellemző, a község északi határától kezdve a 30-as szélességi körig. A hegyi chaparral 700 métertől kezdve a tűlevelű erdők szintjéig található meg az északi hegyeken, a tűlevelűek pedig a legmagasabb hegyeken, kis területen, ahol a hőmérséklet már kellően alacsony. A sivatagos vidékek leggyakoribb növényei a kaktuszok, agávék és jukkák.
Alsó-Kaliforniában 387 szárazföldi gerinces állatfajt figyeltek meg, ezek általában Ensenada területén is előfordulnak. Emlősei közül említésre méltók az öszvérszarvasok, a kanadai vadjuhok, a pumák, a vörös hiúzok, a szürkerókák, a prérifarkasok valamint a különböző nyulak és mókusok. Jellemző madarai a nyugati gerle, a sirató gerle, különböző tyúkfélék és kacsák, veszélyeztetett a vándorsólyom és a szirti sas.
A község déli részén egy több mint 25 000 km²-es területet, a Valle de los Ciriost, 1980-ban növény- és állatvilág-védelmi területté nyilvánítottak.

## Népesség
A község lakóinak száma a közelmúltban rendkívül gyorsan növekedett, a változásokat szemlélteti az alábbi táblázat:
| Év   | Lakosság |
| ---- | -------- |
| 1990 | 259 979  |
| 1995 | 315 289  |
| 2000 | 370 730  |
| 2005 | 413 481  |
| 2010 | 466 814  |

## Települései
A községben 2010-ben 1709 lakott helyet tartottak nyilván, de nagy részük igen kicsi: 1233 településen 10-nél is kevesebben éltek. A jelentősebb helységek:
| Település                             | Lakosság (2010) |
| ------------------------------------- | --------------- |
| Ensenada (községközpont)              | 279 765         |
| Rodolfo Sánchez Taboada (Maneadero)   | 22 957          |
| Lázaro Cárdenas                       | 16 294          |
| Vicente Guerrero                      | 11 455          |
| El Sauzal de Rodríguez                | 8832            |
| Camalú                                | 8621            |
| Benito García (El Zorrillo)           | 6598            |
| Emiliano Zapata                       | 5756            |
| San Quintín                           | 4777            |
| San Vicente                           | 4362            |
| Colonia Lomas de San Ramón (Triquis)  | 3805            |
| Real del Castillo Nuevo (Ojos Negros) | 3533            |
| Ejido Papalote                        | 3413            |
| Lázaro Cárdenas                       | 3366            |
| Ejido México (Punta Colonet)          | 3278            |
| Colonia Nueva Era                     | 3256            |
| Rancho Verde                          | 2758            |
| Francisco Zarco (Valle de Guadalupe)  | 2664            |
| Santa Fe                              | 2632            |
| Luis Rodríguez (El Vergel)            | 2281            |